# 明融本
明融本（みょうゆうぼん／めいゆうぼん）は、室町時代末期に冷泉為和の息子である冷泉明融らによって書写されたとされる源氏物語の写本である。「明融」の読みについては当初池田亀鑑によって「めいゆう」として紹介された。その後「みょうゆう」との読みが有力となったものの、やはり「めいゆう」とするべきではないかとの見方もある
明融本のうちの8巻は藤原定家自筆本を忠実に写したとされる事から明融臨模本(みょうゆうりんもぼん)とも呼ばれ、定家自筆本に準ずる扱いをされる。

## 概要
明融本と呼ばれる源氏物語の写本には、2種類ある。一つは、池田亀鑑が「東京都内の著名ではないある古書店」で見いだし購入したあるいは1951年（昭和26年）に柏林社書店の主人が池田の自宅に持ち込み池田は即決で購入したもので現在は東海大学図書館桃園文庫に所蔵されている9帖であり、もう一つは同じ頃に松田武夫が入手しその後山岸徳平のものとなり、現在は実践女子大学山岸文庫の所蔵になっている44帖である。
この2種類の写本は表紙の体裁などが同じであり、かつ重複する巻が無いため、元は一揃いであったのではないかとする見方もあるが、確証はない。合わせると源氏物語全54帖のうち、第23帖の初音以外の全巻が揃う。
桃園文庫所蔵本のうち、桐壺、帚木、花宴、若菜上下、柏木、橋姫、浮舟の8巻については、藤原定家自筆本を字形・字詰・行数からミセケチ等の校訂の跡まですべてそのまま写したとされていることから明融臨模本とも呼ばれている。臨模本が忠実な写しであることは、臨模本と藤原定家の自筆本の両方が唯一残っている柏木巻において確認されている。このため、臨模本は青表紙本原本の再建にあたり、現在5帖だけ残っている定家の自筆本に次いで尊重されることが多い。
なお、桃園文庫所蔵本にはその他に「花散里」もあるが、これは臨模本ではない。
山岸徳平所蔵本（旧松田武夫蔵本）は44帖のうち、24帖が冷泉明融の書写とされている。この他に明融以外の者により書写された巻や書写者不明の巻もあるが、これらも含めて明融本と呼ばれている。この山岸徳平所蔵本には臨模本と思われる巻は含まれていない。現在は山岸徳平が学長を務めた実践女子大学の所蔵になっている。

## 受容
池田亀鑑は「源氏物語大成」校異編の編集に当たっては「校異源氏物語」の内容をほぼそのまま利用しているが、明融臨模本の校異だけはその重要性から特に付記している。池田は、校異源氏物語の編集を開始して以後に発見された、または利用が可能になったさまざまな貴重な写本については触れていない事と比べると、その重視の度合いが分かる。
小学館の「日本古典文学全集」本など、これに続いて作成された多くの校訂本でも、定家の自筆本がある巻についてはそれを底本とし、それ以外でこの臨模本のある巻についてはこれを底本とし、それも無い巻については大島本を底本とするということがしばしば行われている。
なお、大島本としての校訂方針の一貫性を重視して、定家の自筆本や臨模本よりも優先して大島本を底本として使用するという方針をとっている岩波書店の「新日本古典文学大系」本でも、大島本の存在しない「浮舟帖」についてはこの臨模本を底本にしている。

## 翻刻本
- 東海大学桃園文庫影印刊行委員会編集『東海大学蔵桃園文庫影印叢書 源氏物語（明融本） 第1巻』東海大学出版会東海大学蔵桃園文庫影印叢書、1990年（平成2年）6月。 ISBN 4-486-01111-2
- 東海大学桃園文庫影印刊行委員会編集『東海大学蔵桃園文庫影印叢書 源氏物語（明融本） 第2巻』東海大学出版会東海大学蔵桃園文庫影印叢書、1990年（平成2年）7月。 ISBN 4-486-01112-0